# 신정일
신정일(申正一, Shin Jeong-yil, Shin Jeongyil, 1938년 6월 13일 ~ 1999년 4월 5일)은 대한민국의 종교인, 기업인 출신 정치인이다. 한얼교의 창시자인 그는 두 차례 대통령 선거에 출마한 경력이 있다.

## 주요 경력[3]
- 1965년 한얼교 창시
- 1967년 (사단법인)정일회 창설 회장
- 1971년 도서출판 <정화사> 대표
- 1978년 한얼교 중앙회 이사장 / 한얼교 법통
- 1980년 한사상연구소 이사장 / '한의 원리' 제정 선포
- 1981년 국제사단법인 검도 한국구락부 회장
- 1984년 근로농민당 명예총재
- 1985년 평화통일정책자문위원회 상임위원
- 1987년 한주의통일연구소 한국당 고문
- 1987년 한주의통일한국당 대통령후보 대한민국 제13대 대통령 선거 출마
- 1989년 외교국방연구소 이사장
- 1989년 기술개발진흥회 회장
- 1991년 하버드 대학교 John F. Kennedy School  Institute of Politics 국제 정치학 연구소 객원연구원 (남북통일에 대한 ‘중한론’발표)
- 1992년 한온그룹 회장
- 1996년 주한이라크 명예총영사
- 1997년 영국 옥스퍼드대학교 해리스맨체스터 파운데이션 펠로우
- 1997년 한주의통일한국당 대통령후보 대한민국 제15대 대통령 선거 출마
- 1998년 제5대 대한우슈협회 회장
- [前] 대한올림픽위원회(KOC) 위원

## 생애
1938년 대구에서 출생한 그는 경북중학교와 서울고등학교를 졸업하였으며 이후 경북대 법학과와 동대학원 철학과를 졸업했다. 1965년 한얼사상을 정립하여 한얼교를 창시했고 초기에는`정일회(正一會)'로 출발했으나 1978년 한얼교로 개명했다.
이후 한온그룹 경영, 대통령 선거 출마, 동양문화신문을 발간하는 등 활발한 사회활동을 벌였다.

### 종교활동: 한얼교 창교
1965년 정각묘득을 이룬 신정일이 한얼과 바름을 설법하며 대중 교화를 시작한 것이 한얼교 탄생의 계기가 되었고 전국 각지에 지부가 생겨났다.
1967년 대한민국 문공부로부터 정식 종교단체 사단법인 정일회로 인가 받아 설립했고 1978년 '한교선언'을 통해 현재의 한얼교로 개명 후 오늘날에 이르렀다.
1980년 10월 21일 '한의 원리'선포식에서 그동안 체계화시킨 한사상을 발표했다.
"내얼이 한얼이다"는 가르침을 전하며 자신의 본성인 '나얼'을 깨닫고 각성하여 만물의 본성인 '한얼'과 하나되어 진리를 실천하는 법을 설파했다.

### 정치 활동: 대통령 선거 출마
1983년 6월 근로농민당(당명 변경 전 민주농민당) 명예총재에 취임하며 정치 활동을 시작했다.
1987년 '한주의 정치 선언'과 함께 '한주의 통일한국당'을 창당하여 제13대 대통령 선거에 한주의 통일한국당 대통령 후보로 출마해 한사상을 설파하고 한주의 정치를 실현하고자 했으나 낙선하였다.
1997년 제15대 대통령 선거에 다시 한 차례 통일한국당 대통령 후보로 출마해 남북 평화와 민족 통일을 공약으로 내세웠으나 또다시 낙선하였다.

### 경제 활동
신기술, 신소재, 에너지 위주의 23개의 계열사를 둔 한온그룹 창업주로 기업경영. 특히 한온그룹의 모회사인 ㈜한얼상사는 1994년 이라크 거대 유전 광구의 개발권 확보에 성공해 삼성물산, 석유개발공사, ㈜SK와 컨서시움을 구성해 간사회사로 활동했다.

### 외교 활동
1991년 미국 하버드대학교 John F. Kennedy school Institute of Politics에서 객원연구원으로 <중한론>이라는 남북통일의 신기능주의적 정치외교 학설을 발표했고 미국 부시 대통령과 클린턴 대통령을 포함 세계적으로 여러 중요 정치인사들과 회담했다. 남북한 군사적 완충지대에 경제협력을 바탕으로 한 중립국가를 공동 운영하여 정치경제적 불균형을 완화하며 통일을 촉진하자는 그의 <중한론>은 당시에는 큰 신빙성을 인정받지 못했으나 신정일 타계 후 개성공단과 남북경협이 이뤄지며 부분적으로 실현되었다.
대한민국의 석유자원 부족문제를 해결하기 위해 시작된 이라크와의 경제협력과 민간외교 차원에서 이뤄진 의료지원과 인도주의적 외교활동의 결과로 그 공로를 인정받아 수교가 단절된 상황에서도 이라크와 한국정부로부터 대한민국 총명예영사로 임명되었다.
한중수교가 이루어지기 10년 전부터 이미 중국과의 우호관계의 초석을 다져왔고 백두산에 그 업적을 기리는 산문 공덕비가 세워지기도 했으며 그 외 스웨덴, 프랑스,브리아티아, 러시아, 브루나이, 필리핀 등 여러 국가와 주요 인사를 상대로 외교 활동을 펼쳤다.

### 기타 활동
1997년 한국인으로서는 처음으로 영국 옥스포드대학 Harris Manchester Foundation Fellow로 임명되었다.
한얼교와 함께 한사상연구소를 설립했고 1971년 도서출판 정화사 대표로 취임, 1993년에는 <동양문화신문> 창간, 1998년 대한체육회 산하 '대한 우슈협회' 회장으로 취임, 의료법인설립 등, 사회  체육  언론 교육  문화 등 다방면에서 활동했다. 그의 활동의 핵심은 한얼사상과 철학이 종교적 신앙에 국한된 것이 아니라 정치 경제 문화 사회등 다방면에 적용되어 모든 존재를 널리 이롭게 할 수 있음을 증명하고 새로운 정신문화와 인류의식진화의 초석을 제시하기 위함 이었다고 한다.

### 사망
1999년 4월 5일 사망하였다. 열반 후 유골에서 여러 과의 진신사리와 최초의 진모사리, 28과의 치사리가 발견되었다.
2015년 한얼교는 창교 50년을 맞이하여 창시자 신정일의 사리 친견과 한얼말씀 판각본을 전시하는 공식 행사를 가졌으며 한얼교 본원 재건립을 통해 반백년 역사를 기념했다고 한다.

## 주요 저서
- 1966년 《묘도경》
- 1967년 《진공묘유론》《정연장서》
- 1968년 《바른 모습의 신비》《정일운동요람》《정화》
- 1969년 《정학경서》
- 1970년 《정학입문》
- 1972년 《정화이념》
- 1973년 《통합종교의 출현》
- 1975년 《단군바른님》[59]
- 1976년 《얼.바름.행복》[60]
- 1978년 《민족성전》 《인류성전》《한얼경서》[61]
- 1980년 《한사상》[62] 《한얼교》
- 1981년 《한사상의 본질》
- 1982년 《한사상의 원론》[63] 《물질의 본질을 규명하는데 있어서의 한의 철학적 해석》
- 1984년 《한얼교 창교주 신정일》[64]
- 1985년 《한과학론》
- 1986년 《한주의온얼사상론》[65]
- 1987년 《한경》 《대통령직선제로 개헌을 제의한다》
- 1988년 《제13대 대통령 후보 연설문집》《한얼말씀(한얼성서)》《첨단정신 기술학개론》
- 1989년 《나의 길》《한주의 정치 철학》[66]
- 1990년 《한반도 통일》 창간호 출판
- 1991년 《가능성의 삼위일체》《한반도 통일을 향한 중도 노선》
- 1993년 《온울과학 성격수학 개론》
- 1994년 《신정일 정신한온학》[67]
- 1995년 《한얼교 육대원리 교리서》
- 1996년 《한님의 만년교리》[68]
- 1998년 《한얼말씀》36권 발표

이상

## 같이 보기
- 한얼교